# خشمگین (ترانه شکیرا)
«رابیوسا» (به اسپانیایی: Rabiosa) (به‌معنی هار) تک‌آهنگی از هنرمند اهل کلمبیا شکیرا، پیت‌بول است که در سال ۲۰۱۱ میلادی منتشر شد. این تک‌آهنگ در آلبوم خورشید در می‌آید قرار داشت.
این تک‌آهنگ در چارت‌های ، اسپانیا در رتبه اول و در چارت‌های ایتالیا، والونیا، دانمارک، لهستان، فرانسه، اتریش، فلاندرز، سوئیس، جزو ده ترانه اول قرار گرفت.